# Druso César
Druso Júlio César (em latim: Drusus Julius Caesar), conhecido apenas como Druso César, era um dos filhos de Germânico com Agripina Maior e irmão do imperador Calígula. 

## História
Druso se casou com Emília Lépida, filha de Marco Emílio Lépido, seu primo de segundo grau. Tácito relata que, durante o casamento, "ela perseguiu o marido com incessantes acusações". Em 36, ela foi acusada de adultério com um escravo e cometeu o suicídio, "uma vez que não havia dúvidas em relação a sua culpa".
Ele tinha quatro irmãos (Tibério e Caio Júlio, que morreram jovens, Nero César e Calígula) e três irmãs (Agripina Menor, Júlia Drusila e Júlia Lívila).
Os avôs paternos de Druso eram Druso, o Velho, e Antônia Menor, filha de Marco Antônio. Os maternos, Marcos Vipsânio Agripa e Júlia, a Velha, filha de Augusto. Druso foi adotado pelo seu tio-avô paterno Tibério depois que o filho dele, Druso, o Jovem, morreu.
Druso César foi posteriormente acusado de tramar contra o pai adotivo. Ele foi exilado e preso em 30, um ano depois da prisão de sua mãe e de seu irmão, Nero César. "Comendo sua própria cama", segundo Tácito, Druso morreu de fome na prisão em 33.